# Massif d'Aralar
Pour les articles homonymes, voir Aralar.
Le massif d'Aralar (IPA : [a'ɾalar]), provenant probablement de (h)aran (« vallée ») et larre (« pâturage » en basque) est situé dans les Montagnes basques qui séparent en général la province du Guipuscoa et de la Navarre au Pays basque dans le nord de l'Espagne. C'est une destination populaire pour la promenade en montagne et autres activités de plein air. Aralarko mendilerroa est son nom en basque ou Sierra de Aralar en espagnol.
Le massif d'Aralar est un plateau étendu que se partagent le Guipuscoa (approximativement un tiers) et la Navarre (les deux tiers restants) dans le nord de l'Espagne. Elle a une surface de 208 km2.
C'est un grand massif karstique, ce qui se traduit par un paysage rocheux et chaotique de lapiaz, de vallées aveugles, de collines et une multitude de cimes et de grottes. C'est à la fois un paysage de prés toujours verts et hêtraies qui changent de couleur à chaque saison. le massif est connu pour son grand nombre de dolmens mais également comme centre de randonnées en montagne.

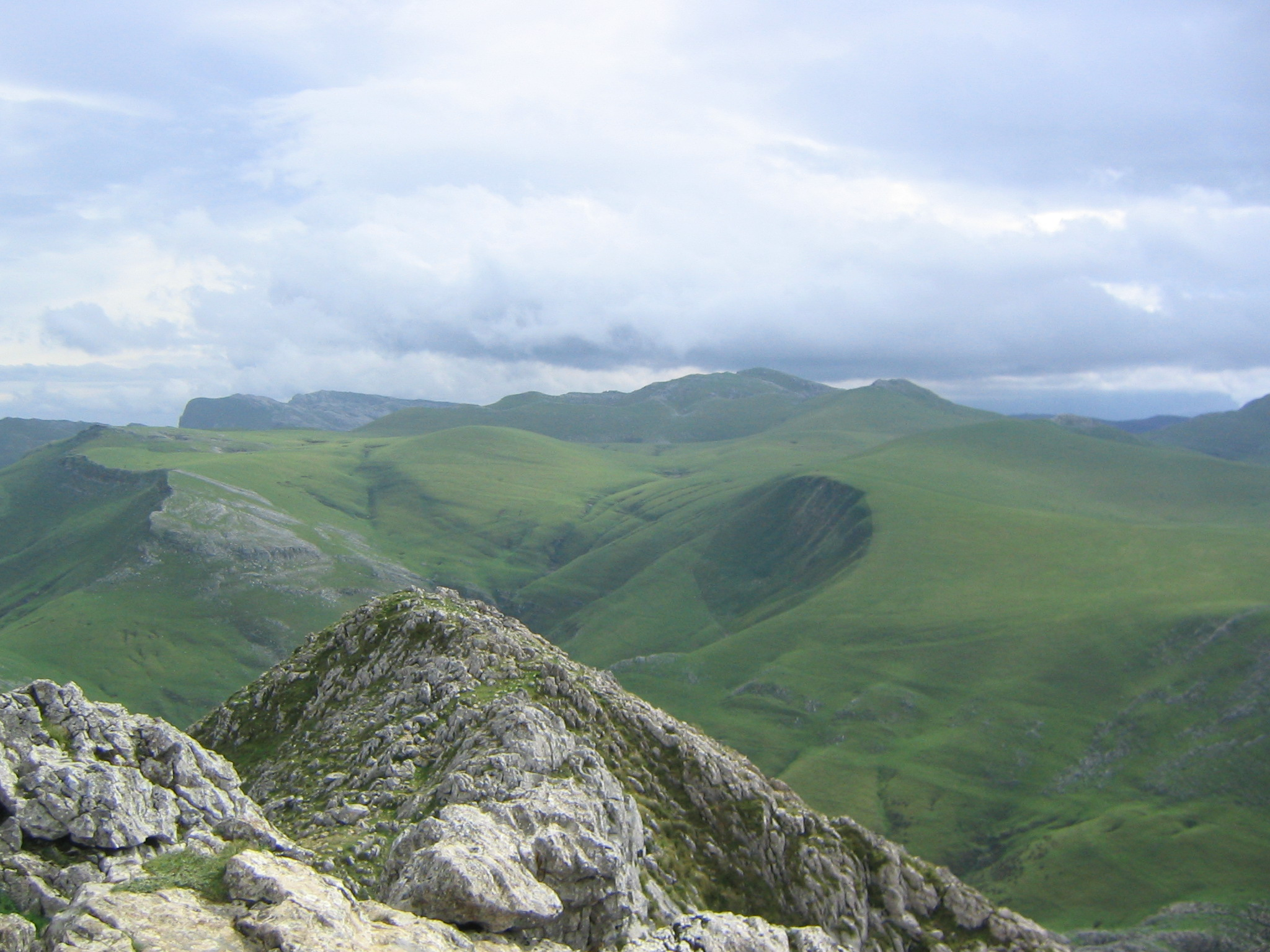
Vue générale du massif depuis le Txindoki.

Les dolmens existants sont répartis entre le Guipuscoa (17), et la Navarre (44), compris dans les territoires de Uharte Arakil, Arruazu, le Realengo d'Aralar, Lacunza et Arribas. En général, il s'agit de pièces petites et simples.
La montagne abrite le sanctuaire de San Migel d'Aralar (San Miguel in Excelsis), où se trouve l'« ange d'Aralar » (Ángel de Aralar), dans la localité d'Uharte Arakil en Navarre.
Les sommets les plus significatifs sont Irumugarrieta (1 431 m), Aldaon (1 411 m) Ganbo (1 402 m), Pardarri (1 393 m), Beoain (1 359 m), Txindoki ou Larrunarri (1 346 m), Artxueta (1 343 m), Arrubi (1 299 m), Putterri (1 299 m) et Balerdi (1 195 m).
Végétation : hêtraies et zones de campiña atlantique, la plus grande superficie d'ifs de toute la Navarre.
Faune : picadae noir, tritons alpestres, ratilla nival, desmans des Pyrénées, gypaètes barbus et chocards à bec jaune. Palombes durant chaque migration.
Depuis le 26 avril 1994, la partie guipuscoanne de la montagne constitue le parc naturel d'Aralar (Parque Natural d'Aralar), avec une superficie de 10 971 ha.

## Sommets principaux

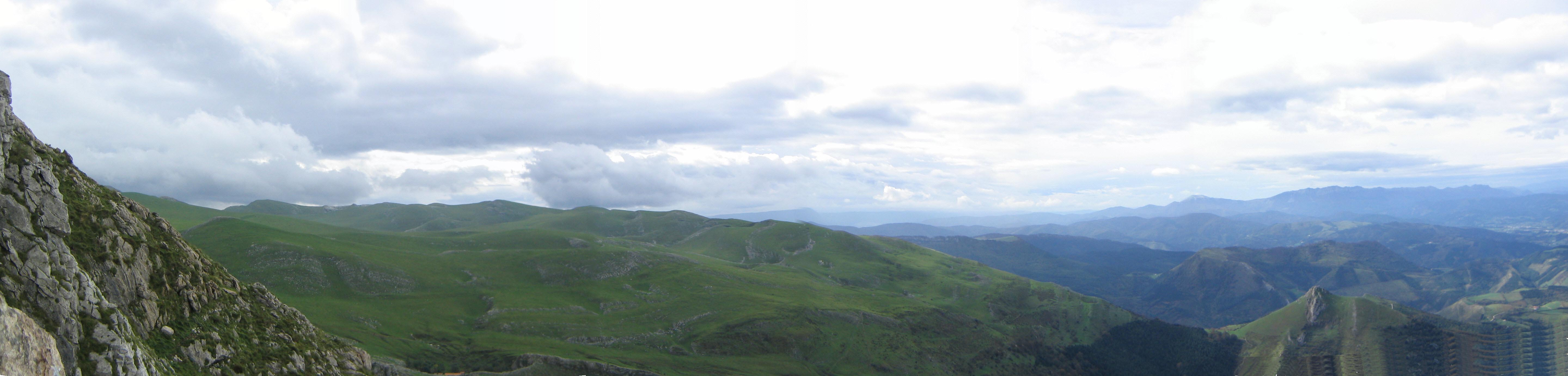
Vue du mont Txindoki.